# Estación de Deitingen
La estación de Deitingen es una estación ferroviaria de la comuna suiza de Deitingen, en el Cantón de Soleura.

## Historia y situación
La estación de Deitingen fue inaugurada en el año 1876 con la puesta en servicio del tramo Olten - Soleura de la línea Olten - Lausana, también conocida como la línea del pie del Jura.
Se encuentra ubicada en el norte del núcleo urbano de Deitingen. Cuenta con dos andenes laterales a los que acceden dos vías pasantes.
En términos ferroviarios, la estación se sitúa en la línea Olten - Lausana, que prosigue hacia Ginebra y la frontera francosuiza, conocida como la línea del pie del Jura. Sus dependencias ferroviarias colaterales son la estación de Wangen an der Aare hacia Olten y la estación de Luterbach-Attisholz en dirección Lausana.

## Servicios ferroviarios
Los servicios ferroviarios de esta estación están prestados por SBB-CFF-FFS:

### Regional
- R Biel/Bienne - Soleura - Olten. Cuenta con trenes cada hora en ambos sentidos.
- R Olten - Soleura - Langendorf (- Oberdorf). Servicios cada hora entre Olten y Langendorf, siendo algunos trenes prolongados hasta Oberdorf.